# Археолошки туризам
Археотуризам или археолошки туризам је облик културног туризма који је усмерен на подстицање јавног интереса за археологију и заштиту историјских споменика.
Археолошки туризам може да обухвати све ствари везане за јавну промоцију археологије, укључујући и обилазак археолошких локалитета, музеја или историјске реконструкције догађаја.
Археолошки туризам се налази на танкој линији између промоције археолошких локалитета и културног наслеђа. и изазивања штете локалитетима. По облику је инвазивни туризам. Археолози су изнели да овај туризам доприноси да се на посебан начин види и упозна прошлост. Али, код туристичких археолошких локалитета који су у надлежности дирекције за туризам, продаја карата и сувенира може да постане приоритет и тиме угрозити ископавања. Такође се преиспитује да ли вреди отворити локалитет за јавност, јер нису сва археолошка налазишта интересантна широј јавности и многа налазишта нису естетски лепа за туристе иако су за археологе веома битна. Оштећења јединствених локалитета је такође проблем. Отварање локалитета може директно да утиче на остатке, попут икона које могу да избледе при претераном фотографисању. Изградња хотела, ресторана и продавница око локалитета је још један проблем. Ови објекти могу драстично променити животну средину; да производе поплаве, клизишта, или да нарушавају древне грађевине.
У Србији су бројни локалитети отворени за ширу јавност. Најпознатији су: Лепенски Вир, Виминацијум и Феликс Ромулијана. Ови локалитети доста зарађују од туризма. Виминацијум уз приходе од продаје карата и сувенира има и свој хотел, ресторан и амфитеатар на локалитету.